# 桃山駅 (黒竜江省)
桃山駅（とうざんえき）とは、中華人民共和国黒竜江省伊春市鉄力市に位置する綏佳線の駅。

## 歴史
- 1941年　開業。

## 隣の駅
中華人民共和国鉄道部
綏佳線
鉄力駅 - 桃山駅 - 石長駅
座標: 北緯46度55分22秒 東経128度10分25秒 / 北緯46.9228度 東経128.1735度